# Gornja Trnovitica
Gornja Trnovitica is een plaats in de gemeente Velika Trnovitica in de Kroatische provincie Bjelovar-Bilogora. De plaats telt 71 inwoners (2001).